# Футбольный матч Хорватия — США (1990)
Товарищеский матч между сборными Хорватии и США, состоялся 17 октября 1990 года на стадионе «Максимир» в Загребе, и стал первым для хорватской национальной команды в современной её истории. Однако из-за того, что Хорватия в это время входила в состав Югославии, а Хорватская футбольная федерация не являлась членом ФИФА (ХФС была принята в ФИФА 3 июля 1992 года), игра не признаётся официальной.

## Предыстория
После отмены в 1990 году однопартийной политической системы в Югославии в Социалистической Республике Хорватии были проведены первые парламентские выборы, которые завершились подавляющей победой Хорватского демократического содружества, придерживавшегося правых взглядов, во главе с Франьо Туджманом. Последовавший рост национализма и этнической напряжённости в Хорватии в ближайшие месяцы на футбольных матчах, прошедших в этой республике, неоднократно приводил к инцидентам.
13 мая 1990 года, на стадионе «Максимир» во время матча Первой лиги Югославии между загребский «Динамо» и сербской «Црвеной Звездой» вспыхнули беспорядки. 21-летний полузащитник «Динамо» Звонимир Бобан напал на полицейского, за что получил 6-месячную дисквалификацию от Футбольного союза Югославии, из-за чего, в частности, пропустил чемпионат мира 1990 года.
3 июня 1990 года, во время одного из товарищеских матчей в рамках подготовки к мундиалю, прошедшего также на «Максимире», местные болельщики освистывали югославский гимн и игроков, болея за команду соперников — сборную Нидерландов, которая в итоге одержала победу со счётом 2:0.
26 сентября 1990 года в одном из первых туров сезона 1990/1991 чемпионата Югославии домашний матч сплитского «Хайдука» против белградского «Партизана» на стадионе «Полюд» был прерван на 73-й минуте, когда местные болельщики вырвались на поле, заставив сербских игроков спешно скрыться в подтрибунных помещениях, после чего сорвали югославский флаг и демонстративно сожгли его.

## Матч

### Детали матча
| Хорватия                     | 2:1 (2:0) | США      |
| ---------------------------- | --------- | -------- |
| Асанович 27′ · Цветкович 31′ | Отчёт     | Даяк 80′ |

| Хорватия | США |

| ВР              |  | Дражен Ладич      |  |
| Защ             |  | Зоран Вулич       |  |
| Защ             |  | Драго Челич       |  |
| Защ             |  | Дарко Дражич      |  |
| Защ             |  | Владо Касало      |  |
| ПЗ              |  | Саша Першон       |  |
| ПЗ              |  | Куйтим Шалья      |  |
| ПЗ              |  | Златко Кранчар    |  |
| ПЗ              |  | Иван Цветкович    |  |
| Нап             |  | Алёша Асанович    |  |
| Нап             |  | Марко Млинарич    |  |
| Замены:         |  |                   |  |
| ВР              |  | Тончи Габрич      |  |
| ПЗ              |  | Грегор Жидан      |  |
| ПЗ              |  | Младен Младенович |  |
| Главный тренер: |  |                   |  |
| Дражан Еркович  |  |                   |  |

| ВР              |  | Тони Меола        |
| Защ             |  | Стив Триттшу      |
| Защ             |  | Марсело Бальбоа   |
| Защ             |  | Десмонд Армстронг |
| Защ             |  | Робин Фрейзер     |
| ПЗ              |  | Джимми Бэнкс      |
| ПЗ              |  | Джон Харкс        |
| ПЗ              |  | Эрик Айхманн      |
| ПЗ              |  | Пол Крампи        |
| Нап             |  | Брюс Мюррей       |
| Нап             |  | Питер Вермес      |
| Замены:         |  |                   |
| Защ             |  | Майк Виндишманн   |
| Защ             |  | Брайан Блисс      |
| Защ             |  | Трой Даяк         |
| Главный тренер: |  |                   |
| Боб Ганслер     |  |                   |